# Arra legalovi
Arra legalovi  (лат.) — ископаемый вид жесткокрылых насекомых из рода Arra семейства долгоносиков-цветожилов (Nemonychidae). Обнаружены в меловом испанском янтаре Европы (Испания, El Soplao, San Just).

## Описание
Длина тела 1,82 мм, ширина 0,47 мм (соотношение длины и ширины равно 3,87). Длина проторакса 0,31 мм, ширина — 0,27 мм (соотношение длины и ширины равно 1,1). Пронотум субквадратный. Тело узкое и вытянутое, слегка дорзовентрально сплющенное. Проторакс и брюшко эллиптической формы. Усики 11-члениковые, булава состоит из 3 сегментов. Голова длинная и слегка уже, чем переднеспинка, прямая позади глаз. Сложные фасеточные глаза крупные, вытянутые, с грубыми фасетками, выпуклые. Рострум в 3,7 раза длиннее своей ширины у вершины и примерно в 6 раз длиннее своей ширины у основания и средней линии. Вертлуги длинные. Бёдра сплющенные, медиально шире. Формула шпор голеней: 2–2–2. Формула члеников лапок: 5–5–5. Arra близок к родам из подсемейства Rhinorhynchinae, таким как Aragomacer Kuschel, 1994, Cratomacer Zherikhin et Gratshev, 2004 (Cratomacer ephippiger, Cratomacer immersus) и, возможно, к Libanorhinus Kuschel et Poinar,1993 (из вымершего подсемейства Eobelinae). Включён в трибу Mecomacerini (Burmonyx zigrasi Davis and Engel 2014 и другие). Вид был впервые описан в 2014 году американскими палеоэнтомологами Стивеном Дэвисом (Steven R. Davis), Майклом Энджелом (Michael S.Engel; Division of Entomology, Natural History Museum, and Department of Ecology & Evolutionary Biology, Канзасский университет, Лоуренс, США) и испанскими энтомологами Пэрисом Дэвидом (Peris David) и Ксавье Делклёсом  (Xavier Delclòs; Departament d’Estratigraﬁa, Paleontologia i Geociències Marines and Institut de Recerca de la Biodiversitat (IRBio), Facultat de Geologia, Universitat de Barcelona, Барселона, Испания) вместе с видами Albicar contriti и Antiquis opaque.

## Этимология
Вид A. legalovi назван в честь российского колеоптеролога доктора биологических наук Андрея Александровича Легалова (Институт систематики и экологии животных СО РАН, Новосибирск), внёсшего значительный вклад в изучение ископаемых жуков. Родовое название происходит от латинского слова Arra (депозит, отложение).